# Васильківська площа
Василькі́вська пло́ща — площа в Голосіївському районі міста Києва, місцевість Голосіїв. Розташована між вулицями Академіка Книшова, Васильківською, Михайла Максимовича і Теслярською.

## Історія
Виникла, ймовірно, у 1920–30-ті роки як площа без назви. У 1970-х роках була названа Амурською на честь річки Амур.
Сучасна назва від розташованих поруч вулиці і станції метро — з жовтня 2022 року.